# Zhang Yi (Boqi)
|  | Per altres persones anomenades igual, vegeu Zhang Yi |

En aquest nom xinès, el cognom és Zhang.
Zhang Yi (mort el 254), nom estilitzat Boqi, va ser un general militar de Shu Han durant l'era dels Tres Regnes de la història xinesa. Va tenir un paper decisiu en la pacificació dels pobles bàrbars que es van revoltar contra Shu Han. Ell va morir durant una de les Expedicions del Nord de Jiang Wei mentre distreia a l'enemic de perseguir a Jiang Wei. Zhang Yi és de vegades romanitzat com Zhang Ni.

## En la ficció
En la novel·la històrica del Romanç dels Tres Regnes de Luo Guanzhong, Zhang Yi va ser un general militar del Shu Han tardà. Ell participà en moltes de les campanyes de Zhuge Liang i va demostrar una passió ardent pels esforços de Zhuge. A causa d'això, de vegades es trobava estant a la lluna i ficat en situacions perilloses, sent gairebé mort per Wang Shuang a Chencang abans de ser rescatat per Liao Hua i Wang Ping, i sent conduït a una trampa i capturat per la Dama Zhurong durant la Campanya del Sud.
Durant les Expedicions del Nord de Jiang Wei, Zhang Yi instà sovint a Jiang de concentrar-se en els afers interns en compte d'atacar Cao Wei. Ell va perdre la seva vida en el capítol 11, mentre salvava a Jiang Wei de Chen Tai.